# Банат (1941–1944)
Банат — політичне утворення, засноване в історичній області Банат у 1941 році після окупації та поділу Югославії державами Осі. Формально перебувало під управлінням німецького маріонеткового уряду національного порятунку в Белграді, який теоретично мав обмежену юрисдикцію над усією територією військового командування в Сербії, тому фактично вся влада в Банаті була в руках місцевої меншини етнічних німців (фольксдойче). Обласним цивільним комісаром і головою місцевої німецької меншини був Йозеф Лапп. Після витіснення сил Осі в 1944 році німецьку владу в області було ліквідовано, а більшість її території ввійшла до Воєводини — одного з двох автономних країв Соціалістичної Республіки Сербії у складі нової Федеративної Народної Республіки Югославії.

## Історія

### Німецькі плани на майбутнє
Місцеве німецьке населення виступало за те, щоб німецька влада створила велику німецьку державу в долинах Дунаю та Тиси, висловлюючи роздратування тим, що після падіння Югославії області Бачка і Срем на заході перейшли до Угорщини та Хорватії відповідно. Всупереч неодноразовим особистим зверненням до Адольфа Гітлера цю ідею було відкинуто. В інтересах підтримання тісних політичних зв'язків з угорським та румунським режимами Берлін вважав за краще зберегти Банат як потенційну розмінну монету для перемовин із цими країнами, обидві з яких бажали анексувати цю територію (див. також Велика Угорщина та Велика Румунія) Щоб не образити жодного із союзників, його включили в Територію військового командування в Сербії. Оскільки це формально поставило Банат під контроль маріонеткового уряду Недича, німці наказали маріонетковому уряду проголосити його окремою адміністративною областю під керівництвом етнічно-німецького віцегубернатора (нім. Vizebanus), якому належало мати одноосібну адміністративну владу в краї.
Банатські німці згодом вживали будь-яких наявних у них заходів, щоб зміцнити своє становище порівняно з іншими національностями та сприяти розвитку німецького національного почуття шляхом створення організацій для молоді та дорослих і становлення їхньої власної шкільної системи. Ці спроби мали на меті переконати нацистську владу в бажаності утворення нового гау в районі Дунаю і частини Семигороду (Siebenbürgen), яке вони умовно називали «гау Принц-Ойген». Проте німецький уряд воєнного часу ніколи офіційно не підтримував цієї мети.
Однак нацистські плани щодо Території військового командувача в Сербії в цілому передбачали, що країна залишиться під певною формою постійного контролю Німеччини. Це вважалося необхідним для забезпечення панування Німеччини в Дунайському басейні Південно-Східної Європи — економічно важливому обширі з огляду на цілі війни для східних територій, які вона сподівалася завоювати в Радянському Союзі. Німецькі ж плани полягали в перетворенні стратегічно розташованого міста Белград на «місто-фортецю Райху» (Reichsfestung Belgrad) для забезпечення контролю над Залізними воротами, населеними лише німцями. Також обговорювалося можливе перейменування міста на «Принц-Ойген-Штадт» (Prinz-Eugen-Stadt).

### Воєнні злочини проти євреїв і циган
В області правила німецька армія. Відразу після німецького вторгнення й окупації Югославії німці запровадили антиєврейські заходи. Єврейське населення міста Зренянин зібрали й відправили в концтабір Саймиште поблизу Белграда, де їх було страчено. У вересні 1941 року відбулося масове повішення цивільних сербів і євреїв — антифашистів. Євреїв також силоміць зганяли в трудові батальйони для виконання примусових робіт на користь німецької окупаційної влади. У серпні 1942 року німецькі посадовці оголосили, що ця територія стала «чистою від євреїв» (judenrein). У 1941—1944 роках німецькі війська знищили в місцевості Стратиште поблизу села Ябука в Банаті понад 10 000 сербів (переважно з НДХ), євреїв і циган.

### Дивізія СС «Принц Ойген»
Після нацистської окупації Югославії з югославських німців ( фольксдойче) сформували 7-му добровольчу гірську дивізію СС «Принц Ойген», кістяк якої складали етнічні німці з самого Банату, багато з яких були колишніми офіцерами та сержантами Королівської югославської армії або навіть армії Габсбургів. Ядро дивізії утворювали контрольований есесівцями «Самозахист» (Selbstschutz), що складався з фольксдойче з Території військового командувача в Сербії.
|  | Після початкового пориву «фольксдойче» до вступу, добровільний набір підупав, і новий підрозділ не досяг дивізійного розміру. Тому в серпні 1941 року СС відмовилися від добровільного підходу, і після сприятливого рішення Суду СС у Белграді встановили обов'язкову військову повинність на всіх «фольксдойче» в Сербії та Банаті — перший такого роду випадок серед німців поза Райхом. |

Дивізію ім. Принца Ойгена було сформовано у квітні—жовтні 1942 року, нею командував румунський фольксдойче групенфюрер СС і генерал-лейтенант Ваффен СС Артур Флепс. Її штаб розташувався в Банаті, в місті Панчево. На 31 грудня 1941 року дивізія налічувала 21 102 бійці. 
Дивізію СС «Принц Ойген» було розгорнуто по всій території колишньої Югославії з метою знищення югославських партизанів, але здебільшого це не мало успіху. Під час антипартизанських акцій вона зажила сумної слави репресіями та звірствами проти невинних мирних жителів Югославії. На Нюрнберзькому процесі дивізію офіційно звинуватили у скоєнні звірств проти військовополонених і цивільного населення під час Другої світової війни.

## Населення

### Етнічні групи
Згідно з переписом 1931 року населення краю становило 585 579 осіб, у тому числі:
- серби — 261 123 (44,59%)
- німці — 120 541 (20,58%)
- угорці — 95 867 (16,37%)
- румуни — 62 365 (10,65%)
- словаки — 17 900 (3,06%)
- хорвати — 12 546 (2,14%)
- інші — 15 237 (2,61%)

### Релігія
За релігійною ознакою населення поділялося на (дані 1931 року):
- православних — 321 262 (56,71%)
- римокатоликів — 196 087 (34,62%)
- протестантів — 37 179 (6,56%)
- інших — 11 932 (2,11%)

## Виноски
1. ↑  Офіційна назва окупованої території[1][2]